# EE-T1 Osório
L'Engesa EE-T1 Osório era un prototipo brasiliano di carro armato da combattimento. Fu sviluppato dall'impresa privata ENGESA, con un piccolo supporto del governo. Al momento della messa in produzione, era destinato a essere venduto all'Arabia Saudita e ad altri Paesi del Terzo Mondo. Eventi politici, come la Guerra del Golfo, e la pressione politica del Nord America portarono all'annullamento della produzione del carro, che non fu mai acquistato dall'Exército Brasileiro.

## Sviluppo
Lo sviluppo iniziò nel 1982 e il primo prototipo fu completato nel 1985.
L'EE-T1 fu costruito per servire nella Reale Forza Terrestre saudita. Fu testato contro l'AMX-40 francese, l'M1 Abrams statunitense e il Challenger 1 inglese, emergendo come vincitore, Nel settembre del 1989, l'Arabia Saudita decise invece per l'M1 Abrams, ma annunciò la sua nuova decisione poco dopo che l'Iraq aveva invaso il Kuwait, scatenando la Guerra del Golfo. I due prototipi prodotti fino a quel momento furono donati all'esercito brasiliano, poiché l'ENGESA aveva dichiarato bancarotta.